# Tutti frutti
Tutti frutti (từ tiếng Ý tutti i frutti có nghĩa là "toàn bộ các loại trái cây"; còn mang dấu gạch ngang là tutti-frutti) là món mứt kẹo có chứa nhiều loại trái cây cắt nhỏ thường là kẹo trái cây, hoặc mang hương vị nhân tạo hay tự nhiên mô phỏng hương vị kết hợp của nhiều loại trái cây khác nhau. Món này nổi bật nhất ở các nước phương Tây bên ngoài nước Ý dưới dạng kem.
Trái cây được sử dụng để làm kem tutti frutti gồm anh đào, dưa hấu, nho khô và dứa, thường kèm thêm các loại hạt. Ở Hà Lan, tutti-frutti (còn gọi là "tutti frutti", "tuttifrutti") là mứt trái cây gồm toàn trái cây sấy khô được dùng làm món tráng miệng hoặc làm món phụ ăn kèm với thịt. Ở Bỉ, tutti-frutti thường được xem là món tráng miệng. Thông thường, món này bao gồm sự kết hợp của nho khô, nho, mơ, mận khô, chà là và sung.
Ngay ở nước Mỹ, tutti frutti cũng có thể dùng để chỉ các loại trái cây ngâm rượu brandy hoặc rượu mạnh khác, hoặc thậm chí trái cây được lên men trong chất lỏng có chứa đường và men.
Tại Luxembourg, tutti fruitty dùng để chỉ salad trái cây, chủ yếu là salad trái cây đóng hộp được đóng gói sẵn từ siêu thị.

## Lịch sử
Kem tutti frutti từng được dùng trong ít nhất 160 năm, khi món này xuất hiện trên hóa đơn thanh toán cho bữa tối năm 1860 ở nước Anh.
Công thức làm kem tutti frutti được tìm thấy trong sách dạy nấu ăn vào cuối thế kỷ 19. Công thức làm kem tutti frutti được đưa vào sách dạy nấu ăn năm 1874 có nhan đề Common Sense in the Household: A Manual of Practical Housewifery (Thường thức gia đình: Sổ tay hướng dẫn về người nội trợ thiết thực). Công thức này gọi là tutti frutti thực sự và không được đặt tên một cách cầu kỳ như vậy. Trong sách dạy nấu ăn năm 1883 có nhan đề The Chicago Herald Cooking School (Trường dạy nấu ăn của tờ Chicago Herald) cũng có một công thức làm kem tutti frutti thế này.
Năm 1888, một trong những hương vị kẹo cao su đầu tiên được bày bán trong máy bán hàng tự động, do Công ty Kẹo Cao su Adams New York tạo ra, là tutti frutti.
Nhiều thực đơn nhà hàng vào khoảng năm 1900 trong bộ sưu tập của Thư viện Công cộng New York cũng liệt kê nhiều loại kem này.
Ít nhất một cuốn sách dạy nấu ăn đầu thế kỷ 20 của Mỹ có gợi ý rằng kem tutti frutti rất phổ biến ở nước này. The Italian Cookbook (Sách dạy nấu ăn món Ý) có ghi công thức chế biến Tutti Frutti Ice và nói, "Đây không phải là món kem tutti frutti mà ai cũng biết đến ở Mỹ".
Cuốn sách dạy nấu ăn năm 1928 có nhan đề Seven Hundred Sandwiches (Bảy trăm loại bánh kẹp) của Florence A. Cowles (xuất bản ở Boston) bao gồm công thức làm bánh kẹp gọi là Tutti Frutti Sandwich với phần nhân làm từ kem đánh, quả chà là, nho khô, quả sung, quả óc chó và đường.